# Striga masuria
Striga masuria là loài thực vật có hoa thuộc họ Cỏ chổi. Loài này được (Buch.-Ham. ex Benth.) Benth. miêu tả khoa học đầu tiên năm 1838.